# Station Proszowice
Station Proszowice is een spoorwegstation in de Poolse plaats Proszowice.